# Неомавританський стиль

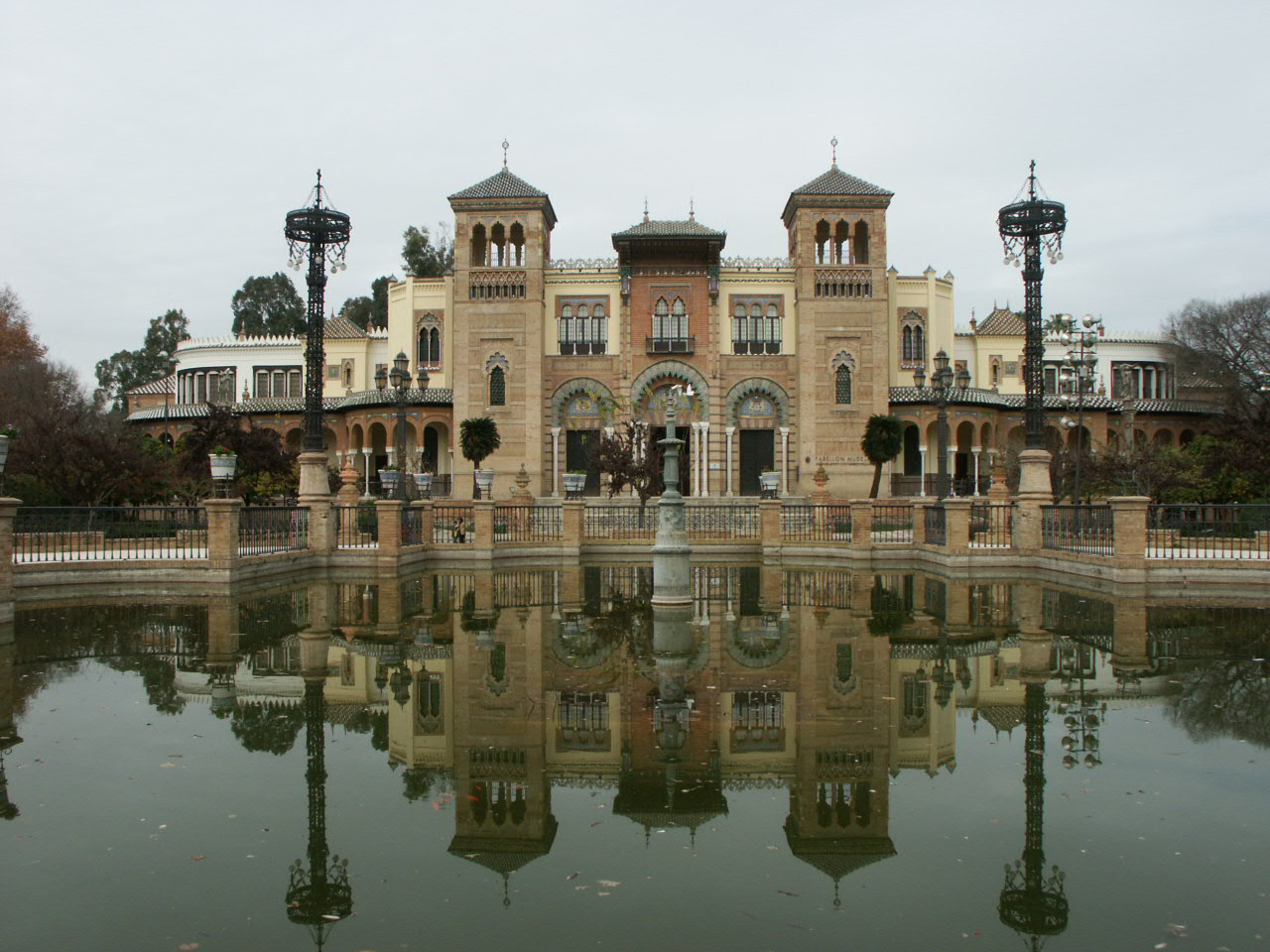
Неомавританський павільйон в одному з парків Севільї

Неомавританський стиль — ретроспективний напрям в еклектичній архітектурі 2-ї половини XIX століття і 1-ї половини XX століття, який полягав у переосмисленні та імітації архітектурних засобів іспанського, португальського, мавританського та ісламського середньовічного зодчества, особливо мудехарів.

## Характеристика
Архітектурний напрямок, до якого належать середньовічні пам'ятки Магрибу та ісламської Іспанії, неоднорідний. В його основі лежить синтез художніх традицій вестготів, берберів та інших народів, що входили до складу Арабського халіфату. Для культових та світських будівель мавританського стилю, характерні багато стрілчастих, підковоподібних та фестончастих арок, куполів, фризів, карнизів та настінної різьби. Колони облицьовувались кахельними та керамічними плитками. Застосовувалися мозаїка, кольорові вітражі та прикраси з кольорового мармуру, зазвичай, використовувався орнамент.
Виникнення в кінці епохи романтизму моди на мавританську екзотику пов'язано з пошуком архітектурного напрямку, який міг би скласти конкуренцію формам класицизму та неоготики, які приїлися. Публікація збірника Вашингтона Ірвінга «Альгамбра» сприяла зацікавленості європейців та американців до середньовічної Іспанії та суміжних мусульманських держав. За цього на перших порах не робилося відмінностей між власне мавританським зодчеством та формами, характернішими для Османської імперії.

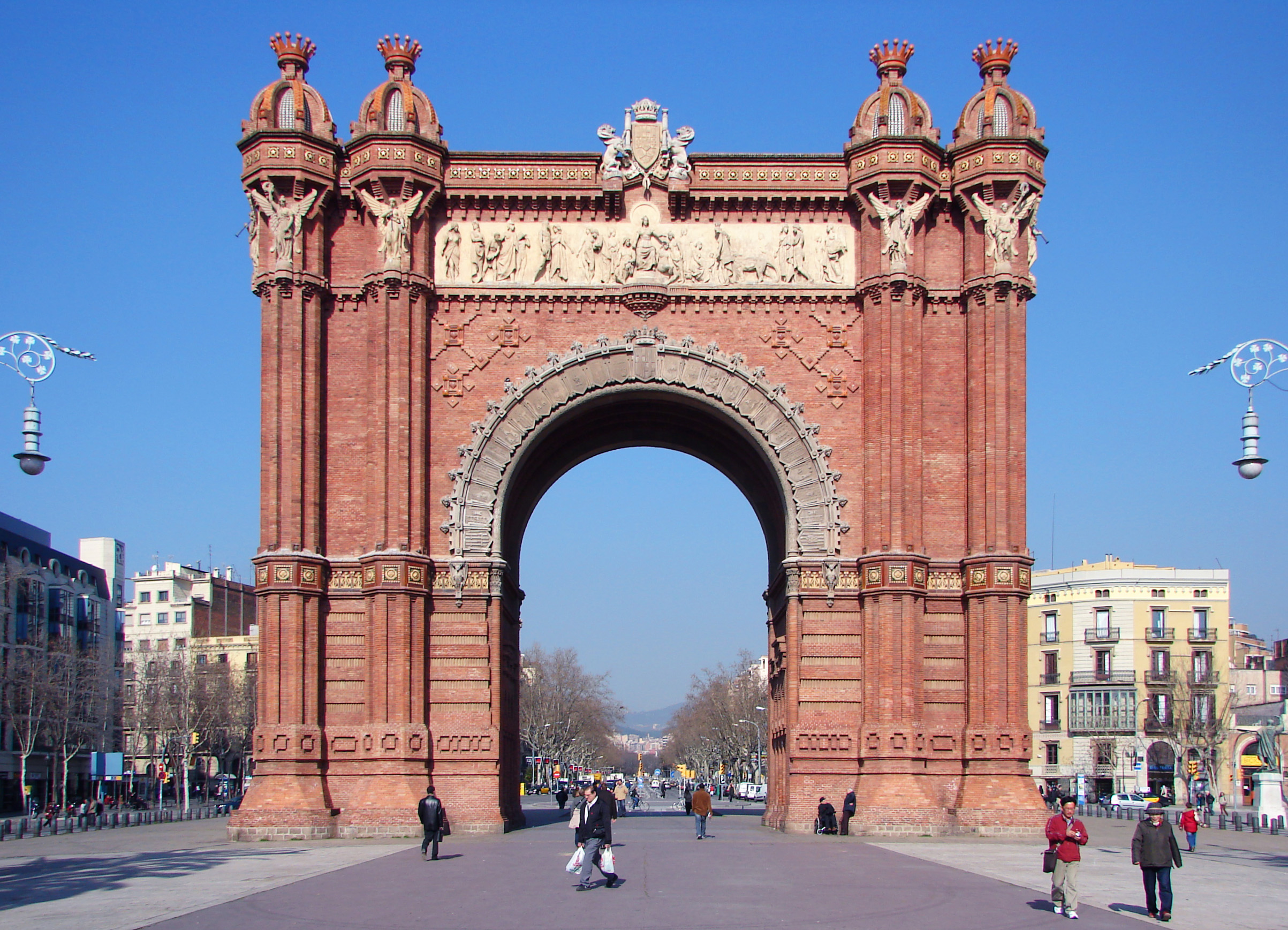
Тріумфальна арка, Барселона

Одним з перших пам'ятників захопленню ісламським зодчеством став Воронцовський палац в Алупці, спроєктований британським архітектором Блором під впливом «індо-сарацинського» павільйону в Брайтоні, Велика Британія. Згодом цей стиль став нормою для російської садибної архітектури, причому не лише на південних курортах (Кореїз, Сімеїз, Лікані), а й у центральній частині Росії (яскравий приклад — будинок Арсенія Морозова на Воздвиженці). Іншими вогнищами будівництва в неомавританском дусі стали іспаномовні райони США (Каліфорнія) та (після окупації Австро-Угорщиною) Боснія і Герцеговина.
У Європі неомавританський стиль довгий час сприймався як «стиль синагог». У багатьох містах Європи та світу єврейські спільноти зводили синагоги саме в цьому стилі, оскільки він асоціювався із золотим століттям середньовічного єврейства в ісламській Іспанії.
У самій Іспанії смак до неомавританського зодчества прищепився не одразу. Одним з перших зацікавленість до нього проявляв каталонський архітектор Антоніо Гауді, у творчості якого хитромудро переломилися окремі мотиви мавританської архітектури (Палац в Асторзі). У зв'язку з проведенням у 1929 Іспано-американської виставки на півдні Іспанії та в Мадриді створено кілька масштабних міських ансамблів в стилі неомудехар, включаючи ансамбль площі Іспанії в Севільї та театр в Кадісі.